# Wyrób ścierny
Wyrób ścierny to artykuł stosowany do szlifowania lub polerowania.

## Podział
Wyróżnia się
- narzędzia ścierne
- ściernice, segmenty ścierne
- osełki
- pilniki ścierne
- wyroby ścierne nasypowe:
  - papiery ścierne
  - płótna ścierne
- pasty ścierne i polerskie, emulsje ścierne